# Органи чуття

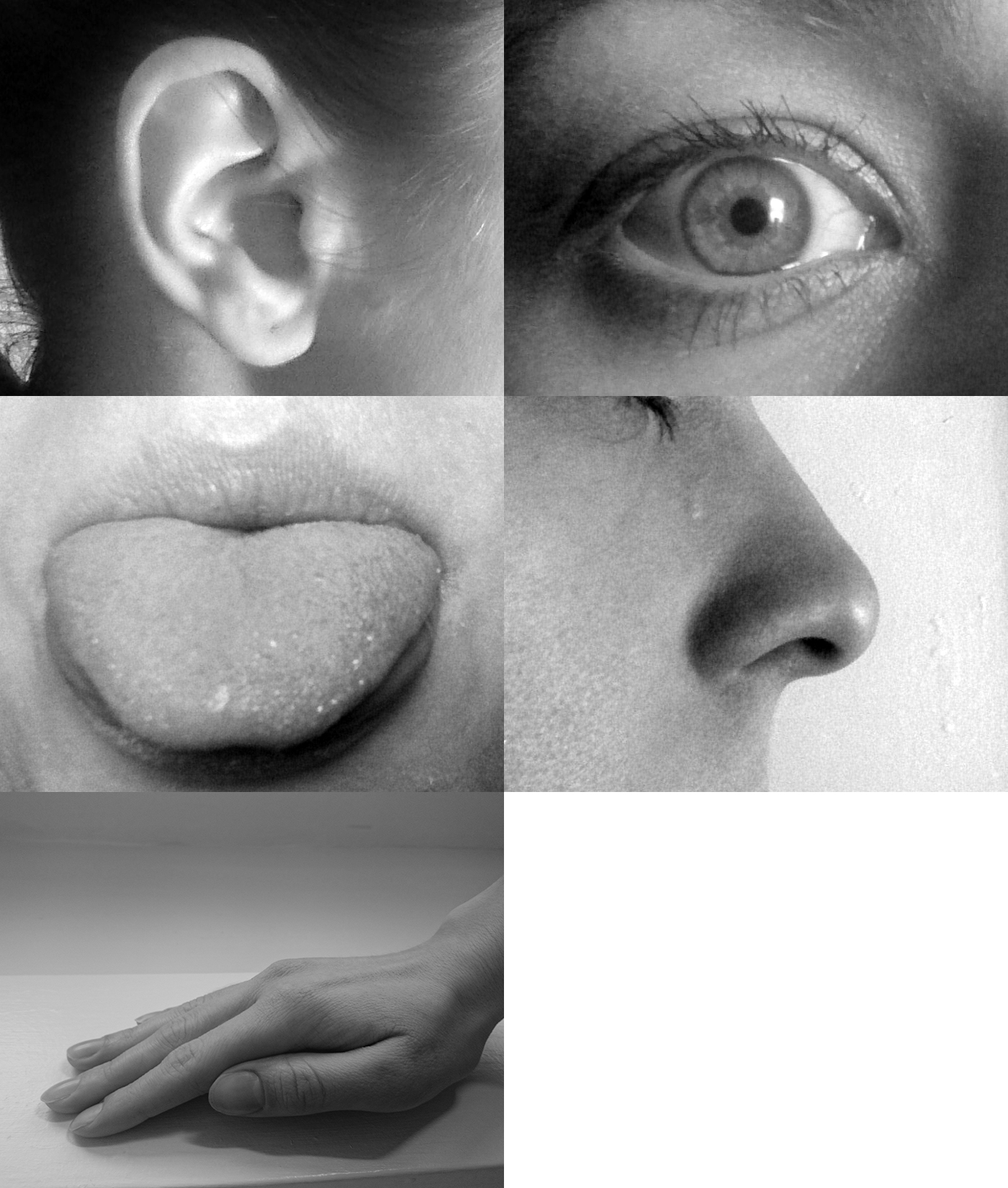
Органи чуття

Органи чуття — спеціалізована периферична анатомо-фізіологічна система, що забезпечує, завдяки своїм рецепторам, отримання та первинний аналіз інформації з навколишнього світу та від інших органів самого організму, тобто із зовнішнього середовища і внутрішнього середовища організму.
Дистанційні органи чуття сприймають подразнення на відстані (наприклад, органи зору, слуху, нюху); інші органи (смакові і дотику) — лише при безпосередньому контакті.
Одні органи чуття можуть певною мірою доповнювати інші. Наприклад, розвинений нюх чи дотик може певною мірою компенсувати слабо розвинений зір (очі), нюх (ніс).

## Органи чуття у людини
Інформація, одержувана головним мозком людини від органів почуттів, формує сприйняття людиною навколишнього світу і самого себе.
Людина отримує інформацію за допомогою п'яти основних органів чуття:
1. очі (зір),
2. вуха (слух),
3. язик (смак),
4. ніс (нюх)
5. шкіра (дотик, відчуття болю, температури[2])

Інформація про подразники, що впливають на рецептори органів чуття людини, передається в центральну нервову систему. Вона аналізує інформацію, що надходить і ідентифікує її (виникають відчуття). Потім виробляється відповідний сигнал, який передається по нервах у відповідні органи організму.
Видів зовнішніх відчуттів 5 (моторика не має окремого органу чуття, але відчуття викликає). Людина може відчувати 6 видів зовнішніх відчуттів: зорові, слухові, нюхові, тактильні (дотикові), смакові і кінестичні відчуття.
Провідні шляхи від органів чуття у людини — вестибулярний, слуховий, зоровий, нюховий, дотиковий і смаковий шляхи центральної нервової системи.

## Органи чуття у тварин
Реакція на зовнішні впливи (світла, температури, хімічних речовин та інших подразників) у нижчих організмів обумовлена зазвичай не спеціальними органами, а загальною властивістю живої речовини — подразливістю.
У вищих організмів інформацію сприймають і передають спеціалізовані органи чуття, пристосовані до сприйняття сигналів певної природи.
В процесі еволюції у тварин сформувалися органи почуттів, специфічні для їх способу життя, такі як електрорецепція, відчуття тиску, терморецепція, магніторецепція.